# 36 Batalion Straży Granicznej
36 Batalion Straży Granicznej – jednostka organizacyjna Straży Granicznej w II Rzeczypospolitej.

## Formowanie i zmiany organizacyjne
Wykonując postanowienia uchwały Rady Ministrów z 23 maja 1922 roku, Minister Spraw Wewnętrznych rozkazem z 9 listopada 1922 roku zmienił nazwę „Bataliony Celne” na „Straż Graniczną”. Wprowadził jednocześnie w formacji nową organizację wewnętrzną. 36 batalion celny przemianowany został na 36 batalion Straży Granicznej.
Wobec braku pomieszczeń w Ujściu, dowództwo batalionu zostało pierwotnie zakwaterowane w Kobylu.
36 batalion Straży Granicznej funkcjonował w strukturze Komendy Powiatowej Straży Granicznej w Korcu, a jego dowództwo stacjonowało w Ujściu. W skład batalionu wchodziły cztery kompanie strzeleckie oraz jedna kompania karabinów maszynowych w liczbie 3 plutonów po 2 karabiny maszynowe na pluton. Dowódca batalionu posiadał uprawnienia dyscyplinarne dowódcy pułku. Cały skład osobowy batalionu obejmował etatowo 614 żołnierzy, w tym 14 oficerów.
W 1923 roku batalion przekazał swój odcinek oddziałom Policji Państwowej i został rozwiązany.

## Służba graniczna
Jeszcze w październiku 1922 36 batalion SG ochraniał odcinek granicy od Czernicy [wył.] do Kobyle [wył.].
Zgodnie z wnioskiem Wojewody Wołyńskiego, główny komendant SG płk Rożan nakazał dowódcy 36 batalionu SG obsadzić odcinek granicy państwowej od granicy województwa poleskiego do m. Kobyle włącznie. Komendę batalionu rozmieścić w Ujściu (czasowo we Frankopolu). Na granicy rozmieścić kompanie w Nowej Hucie, Ujściu i Storożowie, a pozostałe we Frankopolu celem przeszkolenia. Komendant wojewódzki SG sprecyzował zadanie i nakazał dowódcy 36 baonu SG przyjąć od 24 baonu SG odcinek pasa granicznego długości 820 m na drodze Siwki-Woniacze.

28 października 1922 dowódca batalionu postawił zadanie: 
- 4 kompania obsadzi odcinek od Kobyla do słupa granicznego „B” między Frankopolem a ujściem w miejscu, gdzie granica wychodzi przed Korczyk; dowództwo kompanii w Strożowie.
- 2 kompania od słupa granicznego „B” do punktu położonego o dwa kilometry na północ od drogi z Berezowki do Płaskowki; dowództwo kompanii w Szopach Uścieńskich
- 1 kompania od punktu położonego o dwa kilometry na północ od drogi z Berezowki do Płaskowki po granicę województwa poleskiego; dowództwo kompanii w Nowej Hucie
- kompania ckm kwateruje czasowo w Bielczakach do czasu urządzenia kwater w Ujściu.
- 3 kompania przekaże swój odcinek i zgrupuje się w barakach we Frankopolu.

Sąsiednie bataliony
- 24 batalion Straży Granicznej ⇔ 8 batalion Straży Granicznej − X 1922[9]

## Komendanci batalionu
- p.o. kpt. Franciszek Młynarczyk (IX 1922[12] – )